# 오각수

도형을 통해 나타낸 처음 6개의 오각수

수학에서 오각수(五角數, 영어: pentagonal number)는 오각형을 사용하여 정의되는 다각수이다. 삼각수, 정사각수와 달리, 오각수를 나타내는 공의 배열은 균일하지 않다.

## 정의
음이 아닌 정수 {\displaystyle n}에 대하여, {\displaystyle n}번째 오각수 {\displaystyle \operatorname {Pen} (n)}는 다음과 같이 정의된다.
{\displaystyle \operatorname {Pen} (n)={\frac {n(3n-1)}{2}}=\sum _{k=1}^{n}(3k-2)}
처음 몇 오각수는 다음과 같다.
0, 1, 5, 12, 22, 35, 51, 70, 92, 117, 145, 176, 210, 247, 287, 330, 376, 425, 477, 532, ... (OEIS의 수열 A000326)

## 성질
n번째 오각수는 3n-1번째 삼각수의 ⁠1/3⁠과 같다.
오각수는 홀수-홀수-짝수-짝수의 순서로 이어지며, 1과 5를 빼고는 모두 합성수이다.
오각수는 오일러의 오각수 정리에도 등장한다.
모든 자연수는 최대 5개의 오각수의 합으로 표현할 수 있다. (다각수 정리)

## 같이 보기
- 삼각수
- 정사각수
- 오일러의 오각수 정리